# Carex negrii
Carex negrii är en halvgräsart som beskrevs av Emilio Chiovenda. Carex negrii ingår i släktet starrar, och familjen halvgräs. Inga underarter finns listade i Catalogue of Life.